# Яшма (остров)
Яшма (азерб. Yаşma adası) — остров, расположенный на территории Хызинского района в Каспийском море у побережья Азербайджана.

## География
Остров необитаемый. Расположен юго-восточнее мыса Гилязи-Дили и отделён от материка проливом. При понижении уровня воды остров соединяется с материком. Рельеф равнинный. Высота острова — 1—1,5 метров над уровня моря.